# Biotope City
Biotope City is een stedenbouwkundig concept dat de stad als biotoop beschouwt. Het werd in 2002 door Helga Fassbinder gepresenteerd op een internationaal symposium met dezelfde titel die aan de Technische Universiteit Eindhoven plaatsvond. Het concept heeft expliciet betrekking op de dicht bebouwde stad en postuleert een nieuwe groene esthetiek voor stedenbouw en architectuur. Daardoor zou door middel van een nieuwe vormentaal niet alleen aan de eisen van duurzaamheid worden voldaan maar ook mensen uitdrukkingsvormen voor hun verlangen naar natuur in de nabijheid zelfs in de stedelijke omgeving worden geboden.
Het concept Biotope City begrijpt de stad als een van de diverse typen natuurgebied (zoals duin, heide, etc.). Hierdoor wordt de oude tegenstelling van stad en platte land afgewezen als een niet meer relevante voorstelling van zaken. Beargumenteerd wordt dit met resultaten van empirisch onderzoek die laten zien dat de biodiversiteit in steden groter is dan op het platte land, waar door zijn agrarische monoculturen in verregaande mate alleen nog verarmde vormen van natuur bestaan.
Biotope City vertrekt van een integrale zienswijze op leven in zijn veelheid van vormen dat ook de mens omvat.
Sinds 2006 verschijnt onder deze noemer ook de online krant Biotope city waaraan deskundigen van uiteenlopende disciplines uit heel Europa en de VS meewerken. De krant bevat bijdragen in het Engels, Frans, Duits en Nederlands.
Sinds 2011 wordt in Wenen aan de realisering van stedenbouwkundige projecten volgens het concept Biotope City gewerkt; 2013 werd met de planning van een buurt met de naam Biotope City op het terrein van de voormalige CocaCola productie aan de overkant van de Wienerberg City begonnen.